# Saint-Genis-les-Ollières
Saint-Genis-les-Ollières is een gemeente in de Franse Métropole de Lyon (regio Auvergne-Rhône-Alpes). De plaats maakt deel uit van het arrondissement Lyon. Saint-Genis-les-Ollières telde op 1 januari 2022 5.370 inwoners.

## Geografie
De oppervlakte van Saint-Genis-les-Ollières bedroeg op 1 januari 2022 3,74 vierkante kilometer; de bevolkingsdichtheid was toen 1.435,8 inwoners per km².

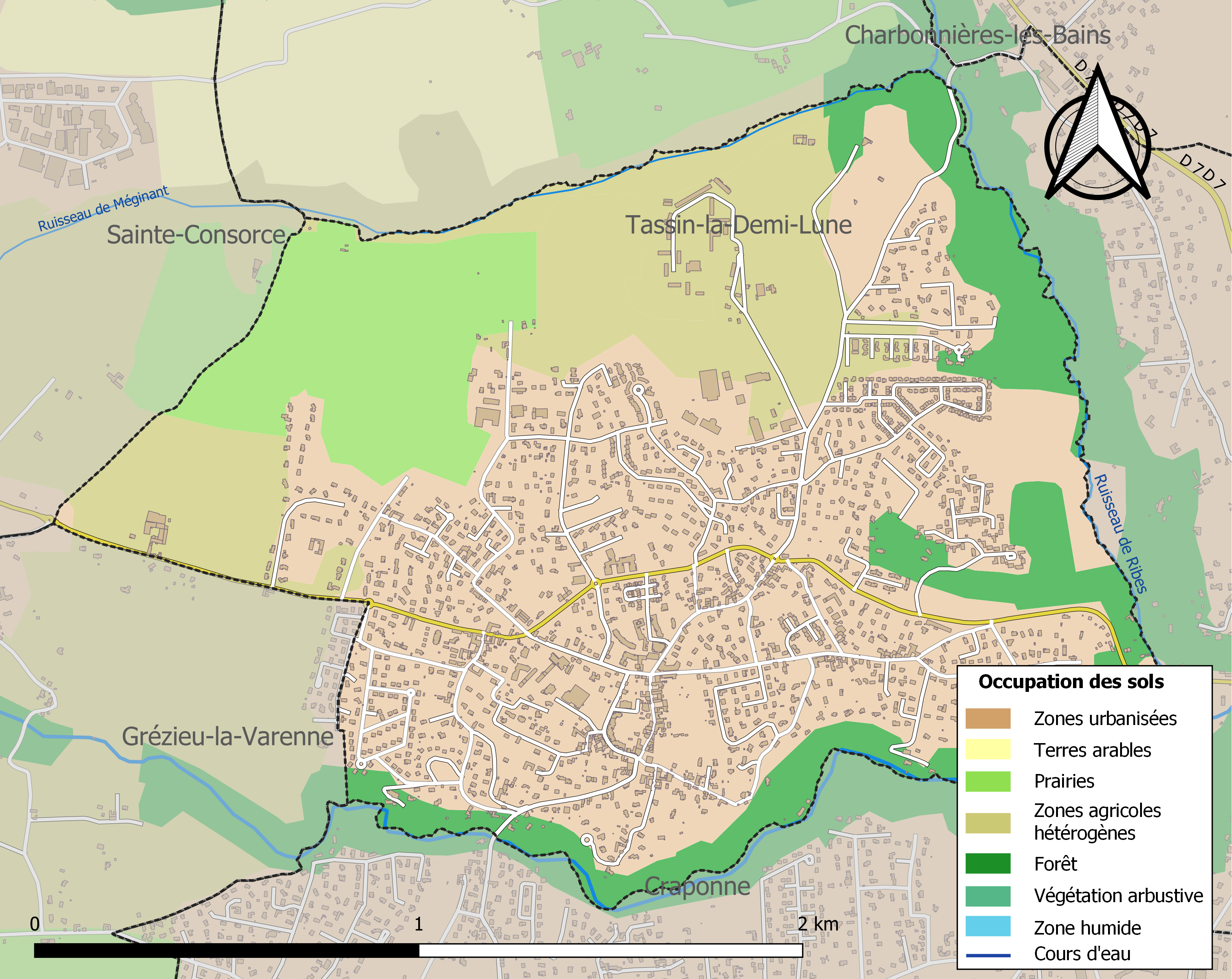
Kaart van de gemeente met de belangrijkste infrastructuur, bodemgebruik en omliggende gemeenten

## Demografie
Onderstaande figuur toont het verloop van het inwonertal (bron: INSEE-tellingen).